# 奧斯曼·阿克焦克拉克勒
奧斯曼·阿克焦克拉克勒（1879年1月15日—1938年4月17日）是一名克里米亞韃靼作家、記者、歷史學家、考古學家、民族學家、突厥學家與教師。

## 生平

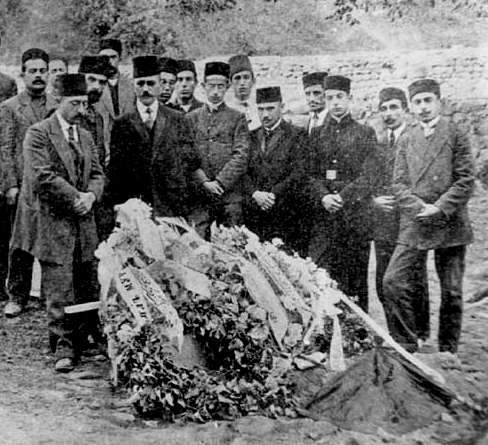
1914年伊斯梅爾·加斯普林斯基的葬禮

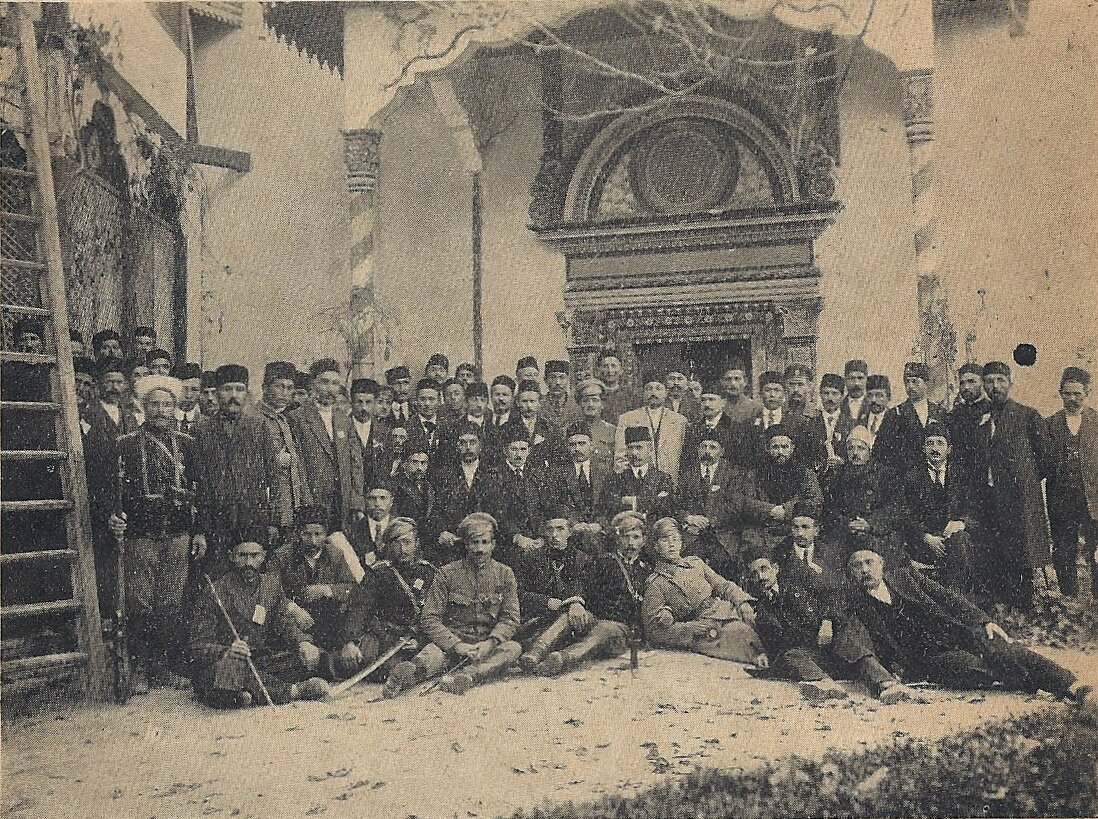
1917年克里米亞人民共和國議會忽里勒台的成員合影，多數人隨後遭受蘇聯當局迫害

奧斯曼·阿克焦克拉克勒於1879年出生於克里米亞巴赫奇薩賴，曾就讀當地的津吉爾利伊斯蘭學校，後於1894年－1896年至鄂圖曼帝國首都伊斯坦堡就學，回到俄羅斯後開啟學術生涯，在聖彼得堡帝國大學東方學院教授書法，參與克里米亞至聖彼得堡多處清真寺的裝飾藝術設計，並將《巴赫奇薩賴的淚泉》等許多俄語文學作品翻譯成克里米亞韃靼語。
阿克焦克拉克勒也曾在許多出版社和報社任職。1896年－1900年阿克焦克拉克勒在其教師伊利亞斯·波拉甘斯基開設的出版社擔任校對工作。1901年－1905年他在俄羅斯帝國陸軍中服役，1906年退伍後在聖彼得堡與奧倫堡的多家報社與雜誌社工作。阿克焦克拉克勒和當時許多其他克里米亞韃靼知識分子一樣，深受克里米亞韃靼教育家伊斯梅爾·加斯普林斯基的影響，曾於1906年與1910－1916年在後者發行的泛突厥主義報紙《譯文報》兩度擔任編輯工作。1908年他至開羅艾資哈爾大學進修，學習東方歷史、阿拉伯文學與考古學。1913－1916年至敖德薩進修俄羅斯書法。1921年他主持在巴赫奇薩賴成立了伊斯梅爾·加斯普林斯基博物館以紀念伊斯梅爾·加斯普林斯基，館址即為為《譯文報》的印刷間。
1917年為期僅數月的政權克里米亞人民共和國成立，阿克焦克拉克勒一度被選為議會忽里勒台的成員。後來他在克里米亞的克里米亞韃靼教育學院與克里米亞大學（今弗拉基米爾·伊萬諾維奇·維爾納茨基國立塔里達大學）教授書法、克里米亞韃靼文化、民俗與民族學等，有時也至基輔與哈爾科夫的大學授課，並曾任巴赫奇薩賴汗宮巴赫奇薩賴歷史、文化與考古學博物館的學術書記。
1923年阿克焦克拉克勒獲選為塔里達歷史、考古學與民族學學會的成員，並於1930－1931年擔任書記，為該學會被解散前最後一位任職者。1925年他與另一位克里米亞韃靼歷史學家烏塞因·波達寧斯基在克里米亞的卡普希霍爾（今摩爾斯克）發現了17世紀韃靼詩人章·穆罕默德所著達斯坦（中亞的說唱詩作）《圖阿伊貝伊》之手稿，為當時已失傳的經典克里米亞韃靼文學作品。阿克焦克拉克勒研究、描述了約400個克里米亞韃靼塔木加（部落印記），並研究許多中世紀的克里米亞韃靼碑文。1926年他至亞塞拜然巴庫參加第一屆全聯盟突厥會議。

## 逝世
1930年代起，阿克焦克拉克勒被指為突厥民族主義者而遭蘇聯當局迫害，1934年被克里米亞韃靼教育學院解聘，隨後他曾在一間蘇聯共青團教授地理，後搬至巴庫與其姊同居。1937年4月5日，阿克焦克拉克勒在巴庫被內務人民委員部逮捕，被控「參加民族主義反革命組織克里米亞民族黨」與「擔任間諜」，受蘇聯最高法院軍事審判庭的作秀法庭審判，於1938年4月17日被處死刑，並於同日在克里米亞辛菲罗波尔被槍決。